# Les Plains-et-Grands-Essarts
Les Plains-et-Grands-Essarts ist eine französische Gemeinde mit 211 Einwohnern (Stand: 1. Januar 2022) im Département Doubs in der Region Bourgogne-Franche-Comté.

## Geographie
Les Plains-et-Grands-Essarts liegt auf 748 m, neun Kilometer nordöstlich von Maîche und etwa 24 Kilometer südsüdöstlich der Stadt Montbéliard (Luftlinie). Das Dorf erstreckt sich im Jura, im Nordosten des Hochplateaus von Maîche, in einem breiten Becken am Nordfuß der Höhe von Verbois. Das Gemeindegebiet gehört zum Regionalen Naturpark Doubs-Horloger.
Die Fläche des 10,35 km² großen Gemeindegebiets umfasst einen Abschnitt des französischen Juras. Der Hauptteil des Gebietes wird vom schwach reliefierten Becken von Les Plains eingenommen, das durchschnittlich auf 750 m liegt. Es ist überwiegend mit Wies- und Weideland bestanden und wird im Westen durch den schluchtartigen Einschnitt eines Trockentals begrenzt, das topographisch zum Einzugsgebiet des Baches Charbonney gehört. Das Plateau besitzt keine oberirdischen Fließgewässer, weil das Niederschlagswasser im verkarsteten Untergrund versickert. Flankiert wird das Becken im Norden von der Anhöhe Les Vérailles (814 m). Daran schließt sich im Nordwesten die Talmulde von Trémeux (ebenfalls im Einzugsgebiet des Charbonney) und der Höhenrücken Queue de Veau (864 m) an, der das Hochplateau vom nördlichen Abschnitt des Doubs trennt. Nach Süden erstreckt sich das Gemeindeareal auf die bewaldete Höhe des Verbois (939 m) und auf den Höhenrücken von Montsassier, auf dem mit 945 m die höchste Erhebung von Les Plains-et-Grands-Essarts erreicht wird. Dieser Höhenrücken markiert den Übergang vom Becken von Les Plains zum südlichen Abschnitt des Doubstals.
Zu Les Plains-et-Grands-Essarts gehören der Weiler Trémeux (715 m) am Südabhang der Queue de Veau sowie verschiedene Gehöfte. Nachbargemeinden von Les Plains-et-Grands-Essarts sind Soulce-Cernay und Courtefontaine im Norden, Indevillers im Osten, Fessevillers und Trévillers im Süden sowie Montandon im Westen.

## Geschichte
Im Mittelalter gehörte Les Plains-et-Grands-Essarts zum Gebiet der Grafschaft La Roche von Saint-Hippolyte. Zusammen mit der Franche-Comté gelangte das Dorf mit dem Frieden von Nimwegen 1678 an Frankreich.

## Bevölkerung
Mit 211 Einwohnern (Stand 1. Januar 2022) gehört Les Plains-et-Grands-Essarts zu den kleinen Gemeinden des Départements Doubs. Nachdem die Einwohnerzahl in der ersten Hälfte des 20. Jahrhunderts deutlich abgenommen hatte (1886 wurden noch 305 Personen gezählt), wurden seit Mitte der 1970er Jahre nur noch geringe Schwankungen verzeichnet.
| Jahr                       | 1962 | 1968 | 1975 | 1982 | 1990 | 1999 | 2008 | 2019 |
| Einwohner                  | 183  | 200  | 178  | 156  | 171  | 179  | 196  | 214  |
| Quellen: Cassini und INSEE |      |      |      |      |      |      |      |      |

## Sehenswürdigkeiten

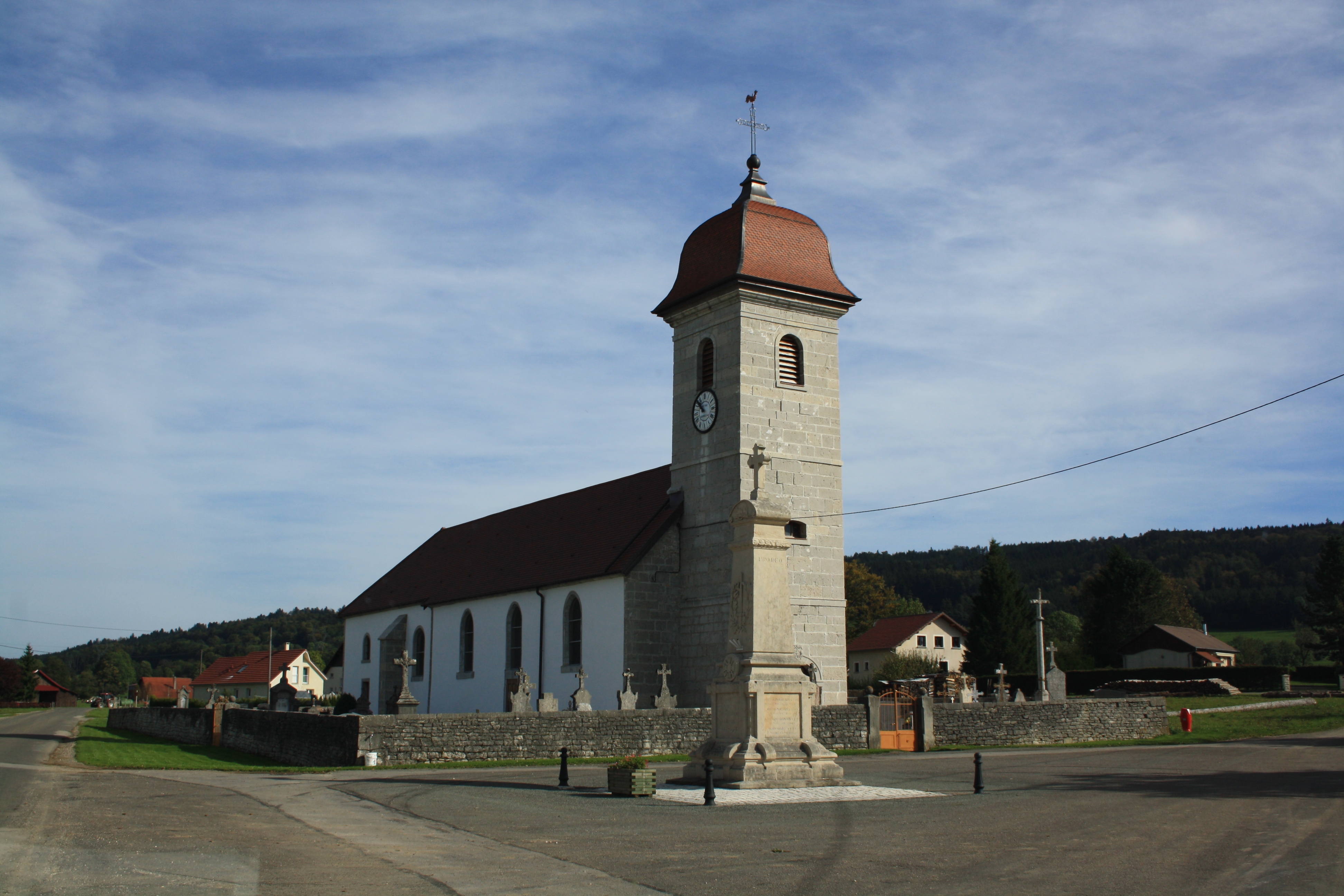
Geburts-Kirche (Église de l’Assomption)

Die Geburts-Kirche (Église de l’Assomption) in Les Plains-et-Grands-Essarts wurde im 17. Jahrhundert erbaut und im 18. Jahrhundert verändert. Im Ortskern sind verschiedene Bauernhäuser aus dem 18. und 19. Jahrhundert im traditionellen Stil des Haut-Doubs erhalten.

## Wirtschaft und Infrastruktur
Les Plains-et-Grands-Essarts war bis weit ins 20. Jahrhundert hinein ein vorwiegend durch die Landwirtschaft (Viehzucht und Milchwirtschaft) und die Forstwirtschaft geprägtes Dorf. Daneben gibt es heute einige Betriebe des lokalen Kleingewerbes. Viele Erwerbstätige sind auch Wegpendler, die in den umliegenden größeren Ortschaften ihrer Arbeit nachgehen.
Die Ortschaft liegt abseits der größeren Durchgangsstraßen an einer Departementsstraße, die von Trévillers nach Indevillers führt. Weitere Straßenverbindungen bestehen mit Courtefontaine und Soulce-Cernay.